# Ivan Cerovac
Ivan Cerovac (Zagreb, 1946.) je hrvatski dirigent, zborovođa, glazbeni pedagog, politolog i novinar.
U Zagrebu je pohađao srednju glazbenu školu. Već kao srednjoškolac je vodio srednjoškolske i crkvene zborove.
Glazbu je studirao u Njemačkoj i Austriji. U Beču je diplomirao digiranje, u Münchenu crkvenu katoličku glazbu te nešto poslije politologiju.
Radi u Nakladnom zavodu Matice hrvatske i Hrvatskom tjedniku. Slomom hrvatskog proljeća 1971.  odlazi u SR Njemačku u političku emigraciju, gdje se nakon višegodišnje neizvjesnosti zaposlio kao crkveni glazbenik u župi u Münchenu. 
Polovicom 1980-ih dobiva dirigentsko mjesto u siegenskom filharmonijskom orkestru (Südwestfälische Philharmonie). Surađivao je i s Philharmonia Hungarica i još nekim filharmonijskim orkestrima.
Sa svojim orkestrom izvodio je hrvatsku operu Ivana pl. Zajca "Nikola Šubić Zrinski"  s inozemnim pjevačima na hrvatskom jeziku diljem inozemstva (SR Njemačka, Kanada, SAD, Australija), 
Vratio se u osamostaljenu Hrvatsku gdje se zaposlio kao ravnatelj Zagrebačke filharmonije. Pokrenuo je Mozartov festival Zagrebačke filharmonije, a proslavio se u Hrvatskoj i diljem Europe po Koncertima mira i nade kojima je dirigirao po ratno ugroženim područjima u prvoj polovici 1991.: Petrinji, Bjelovaru, Osijeku, Virovitici, Glini, Pakracu, Hrvatskoj Kostajnici, itd.
Potkraj 1990. uključio se u Narodnu zaštitu. 1. srpnja 1991. pridružio se je ZNG-u. Mjesec dana poslije, od 1. kolovoza zapovijeda obranom Topuskog, a od 10. listopada zapovijeda obranom južnog Velebita.
Nakon demonstrativnog odlaska iz Zagrebačke filharmonije, koju je napustio zbog spletaka, vratio se u Beč gdje je radio kao glazbeni pedagog svirača violine i glasovira te za dirigente.
1991. se vratio u Hrvatsku, gdje je 2006 pokrenuo u Dugom Selu svoj glazbeni studio Glazbeni studio Cerovac, čijim je ravnateljem.
Danas je u mirovini te sa suprugom Nadom živi u Zagrebu.

## Vanjske poveznice
- Moljac.hr  Arhivirana inačica izvorne stranice od 26. siječnja 2009. (Wayback Machine) Ivan Cerovac
- Cerovčev blog (sadrži njegov životopis, trebamo još izvora)
- Cerovčev blog  Arhivirana inačica izvorne stranice od 20. travnja 2008. (Wayback Machine)
- Glazbeni studio  Arhivirana inačica izvorne stranice od 24. lipnja 2007. (Wayback Machine)